# Annam-Röhrennasenfledermaus

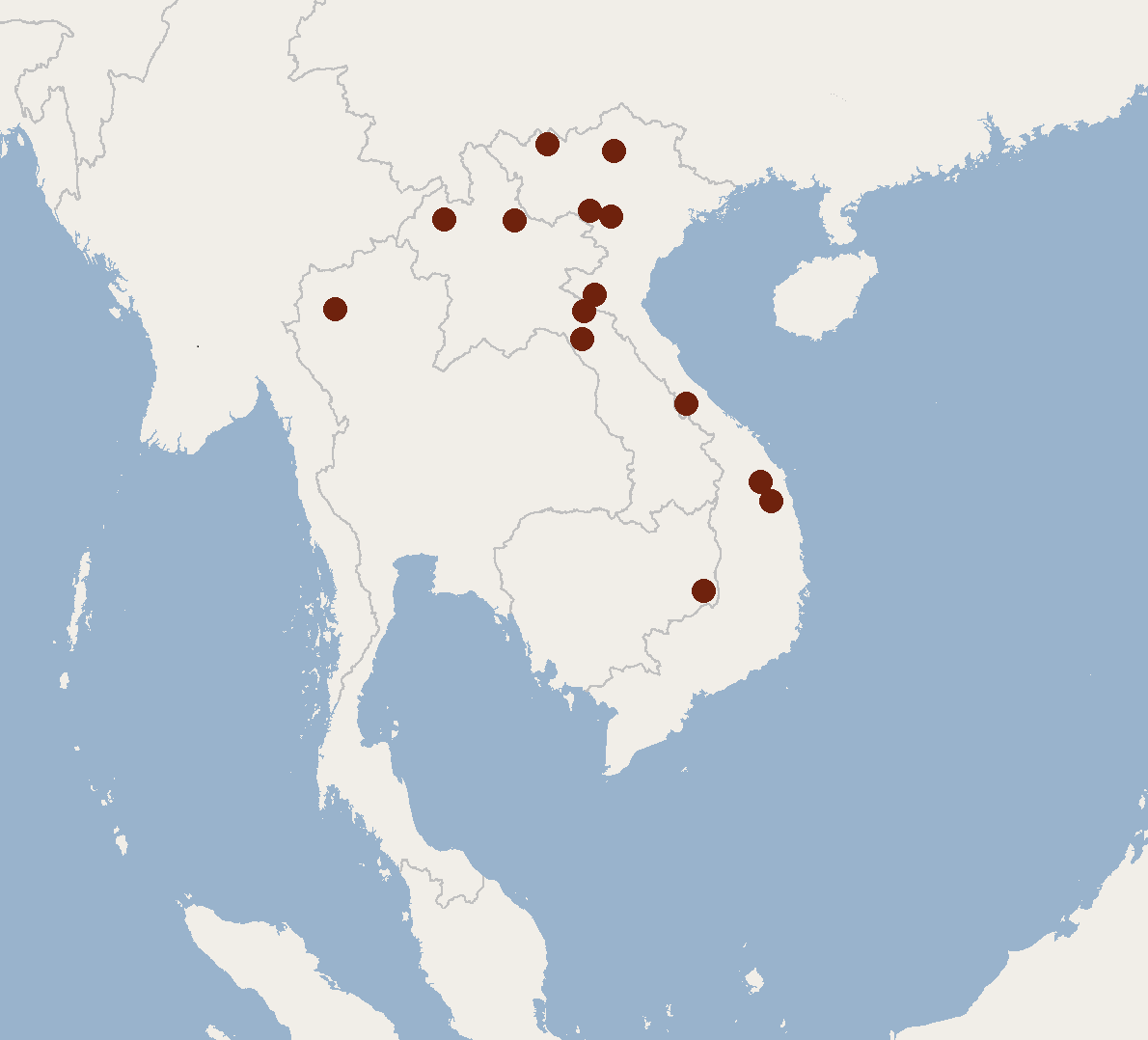
Skizze mit bekannten Fundorten

Die Annam-Röhrennasenfledermaus (Murina annamitica) ist ein auf der Indochinesischen Halbinsel verbreitetes Fledertier in der Unterfamilie der Röhrennasenfledermäuse. Der Name bezieht sich auf die Annamitische Kordillere, wo das Typusexemplar gefunden wurde.

## Merkmale
Diese kleine Fledermaus hat 29 bis 34 mm lange Unterarme, einen 32 bis 40 mm langen Schwanz, Ohren von 12 bis 15 mm Länge und ein Gewicht von 4,5 bis 8 g. Die Haare des flauschigen Fells der Oberseite sind an den Wurzeln grau, in der Mitte gelbbraun und an den Spitzen intensiv orangebraun. Unterseits ist die graue Basis der Haare länger und die Spitzen sind gelbbraun. Typisch sind abgerundete Ohren mit einem langen Tragus. Es kommen einige orangebraune Haare an der Schwanzflughaut, auf den Beinen und auf den Füßen vor. Kennzeichnend sind innere Prämolaren, die kürzer als die Eckzähne und etwa so groß, wie die folgenden Prämolaren sind. Bei der Rundohr-Röhrennasenfledermaus (Murina cyclotis) ist der dunkle Bereich der Haare kürzer und die Kronen der Backenzähne weichen leicht ab. Die Annam-Röhrennasenfledermaus ist deutlich kleiner als die Weißbauch-Röhrennasenfledermaus (Murina huttoni).

## Verbreitung und Lebensweise
Das Verbreitungsgebiet reicht vom nördlichen Thailand, Laos und Vietnam über die östlichen Gebiete der Halbinsel bis nach Südvietnam. Die Fledermaus lebt im Hügel- und Bergland zwischen 500 und 1300 Meter Höhe. Als Habitat dienen Laubwälder, teilweise mit einem dichten Unterwuchs aus Bambus und Savannen mit verschiedenen Bäumen.
Weitere Angaben zum Verhalten fehlen.

## Gefährdung
Es ist nicht bekannt, wie sich Waldrodungen auf den Bestand auswirken. Die Funde stammen von etwa 15 verschiedenen Orten und bestanden aus wenigen Exemplaren. Die IUCN listet die Art vor allem aufgrund der weiten Verbreitung als nicht gefährdet (least concern).